# جسر دامیا
جسر دامیا (به عربی: جسر دامیا) یک منطقهٔ مسکونی در اردن است که در استان بلقاء واقع شده‌است.